# Ново Чиче
Ново Чиче (хорв. Novo Čiče) — населений пункт у Хорватії, у Загребській жупанії у складі міста Велика Гориця.

## Населення
Населення за даними перепису 2011 року становило 1 255 осіб.
Динаміка чисельності населення поселення:

## Клімат
Середня річна температура становить 10,87 °C, середня максимальна – 25,69 °C, а середня мінімальна – -6,35 °C. Середня річна кількість опадів – 877 мм.
| Клімат поселення                              | Клімат поселення | Клімат поселення | Клімат поселення | Клімат поселення | Клімат поселення | Клімат поселення | Клімат поселення | Клімат поселення | Клімат поселення | Клімат поселення | Клімат поселення | Клімат поселення | Клімат поселення |
| Показник                                      | Січ.             | Лют.             | Бер.             | Квіт.            | Трав.            | Черв.            | Лип.             | Серп.            | Вер.             | Жовт.            | Лист.            | Груд.            |                  |
| Середній максимум, °C                         | 6,16             | 8,33             | 12,89            | 17,48            | 22,70            | 25,69            | 25,00            | 24,16            | 20,10            | 14,80            | 8,98             | 5,03             |                  |
| Середня температура, °C                       | −0,1             | 2,10             | 6,63             | 11,23            | 16,43            | 19,44            | 21,11            | 20,26            | 16,22            | 10,92            | 5,10             | 1,16             |                  |
| Середній мінімум, °C                          | −6,35            | −4,18            | 0,40             | 4,97             | 10,18            | 13,20            | 17,23            | 16,38            | 12,33            | 7,04             | 1,20             | −2,74            |                  |
| Норма опадів, мм                              | 52               | 49               | 58               | 69               | 76               | 91               | 78               | 87               | 83               | 84               | 87               | 63               |                  |
| Середньомісячна швидкість вітру, м/с          | 1.73             | 1.90             | 2.35             | 2.20             | 2.08             | 1.90             | 1.80             | 1.70             | 1.65             | 1.70             | 1.80             | 1.80             |                  |
| Середньомісячна сонячна радіація, кДж/м²·день | 4149             | 6860             | 10519            | 14949            | 19137            | 21079            | 22036            | 19350            | 14139            | 8714             | 4566             | 3369             |                  |
| --------------------------------------------- | ---------------- | ---------------- | ---------------- | ---------------- | ---------------- | ---------------- | ---------------- | ---------------- | ---------------- | ---------------- | ---------------- | ---------------- | ---------------- |
| Джерело:                                      |                  |                  |                  |                  |                  |                  |                  |                  |                  |                  |                  |                  |                  |